# Kenokorejo
Kenokorejo is een bestuurslaag in het regentschap Sukoharjo van de provincie Midden-Java, Indonesië. Kenokorejo telt 3465 inwoners (volkstelling 2010).